# Саутвест ерлајнс
Саутвест ерлајнс (енгл. Southwest Airlines) је главна авио-компанија у Сједињеним Државама која ради на моделу нискотарифног превозника. Седиште је у Лав Филду у Даласу и има редовне услуге за 121 дестинацију у Сједињеним Државама и десет других земаља. Од 2018. Саутвест је превозио више домаћих путника него било која друга авиокомпанија Сједињених Држава. Тренутно је трећа највећа авио-компанија на свету по броју путника.
Авио-компанија има скоро 66.100 запослених и обавља око 4.000 дневних полазака током врхунца сезоне путовања.

## Искуство путника
Саутвест ерлајнс нуди искључиво економску класу.
Компанија дозвољава две бесплатне чекиране торбе по путнику, а путницима је дозвољено да промене свој лет до 10 минута пре лета без додатне накнаде. У случају отказивања, путницима се враћа путни кредит у износу потрошеном на њихову карту.
Саутвест нуди бесплатна безалкохолна пића у лету и нуди алкохолна пића на продају за 7-9 долара по напитку. Бесплатна алкохолна пића нуде се путницима који имају најмање 21 годину за неке празнике као што су Дан заљубљених и Ноћ вештица. Бесплатне ужине се такође нуде на свим летовима.
Саутвест има политику „величине клијента“ у којој се трошак другог седишта рефундира свим пунијим путницима који заузму више места од једног седишта.